# 彭立尭
彭 立尭（ほう りつぎょう、彭立尧、1992年1月14日 - ）は、中国の囲碁棋士。湖南省岳陽市出身。中国囲棋協会に所属、五段。全国智力運動会快棋戦、威孚房開杯棋王戦優勝、新奥杯世界囲碁オープン戦準優勝など。

## 経歴
岳陽市生まれ。7歳で囲碁を学び、8歳の時に聶衛平囲棋道場に入る。2004年初段。2005年乙級リーグ出場、全国囲棋個人戦乙組準優勝、二段。2006年世界青少年囲碁選手権大会青年組優勝、全国囲棋個人戦6位、三段、国家少年隊入り。2007年四段。2008年富士通杯U15戦準優勝。2009年新人王戦、名人戦でベスト8、倡棋杯でベスト4、全国智力運動会男子団体戦で雲南チームで出場し6位、五段。2010年威孚房開杯棋王戦決勝に進出、古霊益に敗れ準優勝。
2011年倡棋杯ベスト4、BCカード杯世界囲碁選手権に出場しベスト32、三星火災杯でベスト16、全国智力運動会男子快棋戦優勝。2012年西南王戦準優勝、棋王戦優勝。2013年第1期洛陽龍門杯棋聖戦ベスト4、名人戦ベスト4。2015年名人戦ベスト4。2016年LG杯世界棋王戦 ベスト8。2017年新奥杯世界囲碁オープン戦決勝で柯潔に2-3で敗れ準優勝。
2019年、2021年CCTV杯中国囲棋電視快棋戦ベスト4。2021年湾区杯中国囲棋大棋士戦ベスト4。
甲級リーグでは2008年に四川チームで15勝6敗（勝数3位）の成績で、新参加の四川チームの5位躍進に大きく貢献。中国棋士ランキングでは、2010年28位、2012年6位。

### タイトル歴
- 全国智力運動会男子快棋戦 2011年
- 威孚房開杯棋王戦 2012年

### 他の棋歴
国際棋戦
- 新奥杯世界囲碁オープン戦 準優勝 2017年
- 三星火災杯世界囲碁マスターズ ベスト8 2021年、ベスト16 2011年（○崔哲瀚、×孔傑、○姜昇文、×羅玄）
- LG杯世界棋王戦 ベスト8 2016年、2018年(23回)、2019年(24回)、ベスト16 2012年（○坂井秀至、×姜東潤）
- 春蘭杯世界囲碁選手権戦 ベスト16 2018年(12回)
- 天府杯世界囲碁プロ選手権戦 ベスト16 2018年
- アジアインドア・マーシャルアーツゲームズ 2013年男女ペア戦優勝（高星とペア）、団体戦準優勝
- 招商地産杯中韓囲棋団体対抗戦 2012年 2-0（○元晟溱、○李志賢）

国内棋戦
- 全国囲棋個人戦乙組2005年 2位、甲組2012年5位、2013年4位、2024年3位
- 富士通杯U15少年囲棋戦 準優勝 2008年
- 威孚房開杯棋王戦 準優勝 2010年
- 西南王戦 準優勝 2012年
- 全国智力運動会 2009年男子団体戦5位、2015年男子快棋戦2位、2023年男子団体戦優勝、プロ男子快棋戦4位
- 中国囲棋甲級リーグ戦
  - 2005年乙級（北京橡果酸素立得）
  - 2006年（北京海淀）
  - 2007年乙級（北京新興地産）
  - 2008年（四川嬌子）15-6
  - 2009年（貴州百霊）11-9
  - 2010年（貴州百霊）9-10
  - 2011年（貴州百霊）13-6
  - 2012年（貴州百霊）15-5（10連勝で最多連勝）
  - 2013年（貴州百霊）10-9
  - 2014年（貴州百霊）13-8
  - 2015年（貴州百霊）12-8（快棋戦8-3で最多勝）
  - 2016年（民生銀行北京）9-12
  - 2017年（民生銀行北京）8-9
  - 2018年（国旅連合廈門）10-10
  - 2019年（国旅連合廈門）9-6
  - 2020年（江西金達莱環保、優勝）4-7
  - 2021年（江西金達莱環保）7-7
  - 2022年（江西金達莱環保）8-7
  - 2023年（深圳聶道囲棋）7-8
  - 2024年（深圳聶道囲棋）11-6